# زردپره چمنزار
زردپره چمنزار (نام علمی: Emberiza cioides) نام یک گونه از سرده زردپره‌های معمولی است.